# Patricio Sesnich
Patricio Sesnich Espinozaml. (18. lipnja 1983., Iquique) je čilski pisac foronovela iz Iquiquea. Piše od 19. godine.
Piše za reviju Éxito iz iquiquea, za Cinépato, Plan de Vuelo (plandevuelo.cl). i. Piše o kinu na Reeditor.comu, o kinu i književnosti u iquiqueanskom Diario 21 i panelistom je Despierte Tarapaca de Tarapaca TV.
Smatra se da je on napisao prvu foronovelu objavljenu na nekom internetskom forumu. To je foronovela imena "Amistad Perdida", no nažalost izgubljena je iz cibernoprostora.
Napisao je ova djela:
- Amistad Perdida y Pan de Amor (2000., u suradnji s Cotéom Morenom i Alejandrom Herrerom)
- Una Novela Cebolla (2001., virtualna inačica), knjiga - 2010.[1]
- Huecas & Ardientes (2001. – 02.)
- Milk Shake (2002.)

54. poglavlje foronovele Milk Shake posvetio je čilskoj glumici hrvatskog podrijetla Carolini Fadic.

## Vanjske poveznice
- - Foro de la Televisión y las Teleseries Chilenas - Foronovelas En Internet
- Recordando a las foronovelas (2004-2009) Archivos perdidos sobre la foronovela "Amanda" O Sesnichevom prinosu
- Recordando a las foronovelas (2004-2009) Pato Sesnich